# Tour of Eritrea
A Tour of Eritrea (olaszul: Giro d'Eritrea) egy többnapos profi országúti kerékpárverseny Eritreában. 1946-ban rendezték először, majd ezután csak ötvenöt év múlva 2001-ben.

## Dobogósok
| Év   | Győztes                    | Második              | Harmadik          |
| ---- | -------------------------- | -------------------- | ----------------- |
| 1946 | Barilà Nunzio              | Domenico Oggero      | Giovanni Bizzotto |
| 2001 | Habte Weldesimon           |                      |                   |
| 2002 | Michael Tekle              |                      |                   |
| 2003 | Habte Weldesimon           | Ephrem Tewelde       | Merhawi Yemane    |
| 2004 | Habte Weldesimon           |                      |                   |
| 2005 | Michael Tykue              | Michael Misgane      | Muse Tekleab      |
| 2006 | Michael Misgane            | Efrem Abrham         | Mogos Dawit       |
| 2007 | Merhawi Gebrehiwet         | Dawit Haile          | Michael Tykue     |
| 2008 | Merhawi Gebrehiwet         | Dawit Haile          | Ferekalsi Debesay |
| 2009 | Bereket Yemane             | Daniel Teklehaimanot | Melake Kahsai     |
| 2010 | Natnael Berhane            | Michael Tykue        | Mehreteab Tedros  |
| 2011 | Meron Russom               | Tesfay Abraha        | Jani Tewelde      |
| 2012 | Jacques Janse van Rensburg | Ferekalsi Debesay    | Azzedine Lagab    |
| 2013 | Mekseb Debesay             | Merhawi Kudus        | Meron Amanuel     |
| 2016 | Merhawi Goitom             | Tesfay Mehretab      | Adhanom Zemekael  |
| 2017 | Zemenfes Solomon           | Jean-Claude Uwizeye  | Amanuel Tsegay    |